# Giulio Versorese
Giulio Versorese, né le 11 mai 1868  à Florence et mort à une date inconnue, est un peintre italien. 

## Biographie
Giulio Versorese naît  le 11 mai 1868 à Florence. Il étudie à l'Académie des beaux-arts de Florence. Il expose à la Promotrice de Florence. Il réalise également des portraits, dont ceux du lieutenant Grimaldi, du signor Rapi et du peintre Emilio Amadei, ainsi que de nombreuses études sur les environs de Florence, dont Cascine peint à l'extérieur et des personnages à l'air libre, notamment des pastels et des aquarelles.